# Nowotwór złośliwy krtani
Nowotwory złośliwe krtani – najczęstsze nowotwory złośliwe w obrębie głowy i szyi. Po raku płuca są to najczęstsze nowotwory dróg oddechowych. W Polsce stanowią siódmy pod względem częstości występowania rodzaj nowotworów u mężczyzn (3,4% wszystkich nowotworów). Współczynnik zachorowań wynosi dla mężczyzn 12,1/100 000 a dla kobiet 1,6/100 000. Zachorowalność kobiet w stosunku do mężczyzn wynosi w Polsce w zależności od regionu od 1:9 do 1:5 i ma tendencję wzrostową. Szczyt zapadalności na nowotwory złośliwe krtani przypada na 6. i 7. dekadę życia. Umieralność na nowotwory krtani w Polsce rosła systematycznie od lat powojennych do lat 90. XX wieku. Na początku XXI wieku zaobserwowano powolny spadek zapadalności i umieralności. 
Najczęstszym typem nowotworu złośliwego krtani jest rak płaskonabłonkowy (90%). 
Głównym czynnikiem etiologicznym nowotworów złośliwych krtani jest dym papierosowy i etanol (alkohol etylowy), szczególnie wysokoprocentowy. Dodatkowo zwiększenie ryzyka niesie narażenie na opary kwasu chromowego, siarkowego, azotowego, lotne rozpuszczalniki, pył drzewny, węglowy, cementowy, metale ciężkie, azbest. Przypisuje się istotną rolę niedoborom pokarmowym, diecie ubogiej w witaminy A i C oraz wielonienasycone kwasy tłuszczowe. Za kancerogenną uznaje się wysokoprzetworzoną żywność ze szczególnym uwzględnieniem konserw mięsnych oraz wędzonych ryb.
Powodem zachorowania na ten nowotwór może też być wirus brodawczaka ludzkiego, zwłaszcza HPV-16. Nie zostało to jednak jednoznacznie udowodnione. 
Możliwe, że rak krtani ma podłoże genetyczne.

## Histopatologia
- rak płaskonabłonkowy (carcinoma planoepitheliale) około 95% przypadków
- rak brodawkowy (carcinoma verrucosum) tzw. guz Ackermana
- rak płaskonabłonkowy brodawkowaty
- rak płaskonabłonkowy bazaloidny (basaloid squamous cell carcinoma)
- rak wrzecionowatokomórkowy lub inaczej mięsakorak (carcinoma fusocellulare, sarcomatoid carcinoma, spindle cell carcinoma
- rak płaskonabłonkowy akantolityczny
- rak gruczołowo-płaskonabłonkowy lub inaczej rak gruczołowo-łuskowy
- guzy wywodzące się z komórek endokrynnych
  - rakowiak
  - rakowiak atypowy
  - typ neuroendokrynny guza drobnokomórkowego
  - mieszany neuroendokrynny rak drobnokomórkowy
- chrzęstniakomięsak
- rak gruczołowy (adenocarcinoma)
- rak śluzowo-naskórkowy (mucoepidermoid carcinoma)
- oblak (cylindroma)
- czerniak
- nabłoniak limfatyczny
- włókniakomięsak
- tłuszczakomięsak
- mięsak gładkokomórkowy
- mięsak prążkowanokomórkowy
- mięsak naczyniowy
- mięsak Kaposiego
- plazmocytoma
- chłoniaki

## Epidemiologia
- zapadalność: mężczyźni:kobiety = 10:1
- wiek: najczęściej 40-60 lat

## Etiopatogeneza
- ostatnio częstość występowania raka krtani u kobiet wzrasta
- ostatnio wiek zachorowania na raka krtani obniża się
- rzadki jest u ludzi do 20 roku życia (ok. 1,5% przypadków). Nieznane są uwarunkowania genetyczne powstania raka krtani, do rozwoju nowotworu predysponuje palenie tytoniu i spożywanie alkoholu.

Czynniki ryzyka
- silny związek z nałogiem palenia tytoniu i nadużywaniem alkoholu.
- stany przedrakowe krtani
- czynniki zawodowe
- azbest
- chrom i jego związki
- iperyt
- rafinacja niklu
- węglowodory aromatyczne
- GERD
- czynniki genetyczne

### Stany przedrakowe krtani
- leukoplakia
- hiperkeratoza w przewlekłym stanie zapalnym
- brodawczaki krtani
- modzelowatość

## Klasyfikacja TNM
Nadgłośnia
- T 1 – rak zajmuje jedną okolicę anatomiczną, dobra ruchomość fałdów głosowych

- T 2 – rak zajmuje więcej niż jedno umiejscowienie nadgłośni lub głośni lub obszar poza nagłośnią: podstawa języka, dołek zajęzykowy, przyśrodkowa ściana zachyłek gruszkowaty, dobra ruchomość fałdów głosowych

- T 3 – rak ograniczony do krtani oraz unieruchomienie fałdów głosowych lub naciekanie okolicy zapierściennej, przestrzeni przednagłośniowej lub okołogłośniowej lub chrząstki tarczowatej

- T 4a – rak nacieka otoczenie szerząc się poza chrząstkę tarczowatą lub przechodzi do tkanek sąsiednich (np. tchawica, mięśnie głębokie języka, mięśnie przedkrtaniowe, tarczyca, przełyk)

- T 4b – Naciekanie przestrzeni przedkręgowej, tętnicy szyjnej, przejście do śródpiersia

Głośnia
- T 1a – guz fałdu głosowego, ruchomość fałdów głosowych prawidłowa

- T 1b – guz obu fałdów głosowych, ruchomość fałdów głosowych prawidłowa

- T 2 – przejście do nadgłośni lub podgłośni lub ograniczenie ruchomości

- T 3 – ograniczenie guza do krtani oraz unieruchomienie, naciekanie przestrzeni okołogłośniowej lub chrząstki tarczowatej

- T 4a i T 4b – tak jak w raku nadgłośni

Podgłośnia
- T 1 – rak ograniczony do podgłośni

- T 2 – przejście raka na fałd lub fałdy głosowe, ruchomość prawidłowa lub ograniczona

- T 3 – ograniczenie guza do krtani oraz unieruchomienie fałdów głosowych

- T 4a i T 4b – jak w raku nadgłośni

## Umiejscowienie
- nadgłośnia 30-35%
- głośnia 60-65%
- podgłośnia < 1-5%

## Rak nagłośni
- często nisko zróżnicowany (gorsze rokowanie)
- może rozwijać się w ogniskach metaplazji
- naciekający wzrost
- częste przerzuty do węzłów chłonnych szyi
- przewlekła chrypka

Objawy
- objawy nieżytu gardła
- ból gardła
- dysfagia
- odynofagia
- cuchnący oddech
- chrypka
- krwioplucie
- duszność
- guz na szyi – w 40% pierwszy objaw raka nadgłośni
- przerzuty do węzłów chłonnych szyi
  - T1 – 20%
  - T2 – 40%
  - T3 – 60%
  - T4 – 80%

## Rak głośni
- najczęściej wysoko zróżnicowany
- rzadko przerzuty do węzłów chłonnych szyi (skąpe unaczynienie chłonne głośni)

Objawy
- chrypka – wczesny objaw
- duszność – późny objaw
- przerzuty od węzłów chłonnych szyi

T1 i T2 – 6%
T3 – 20%
T4 – 40%

## Rak podgłośni
- zwykle nisko zróżnicowany
- rozwija się w ogniskach metaplazji płaskonabłonkowej
- często przerzutuje do węzłów chłonnych szyi i węzłów chłonnych śródpiersiowych

Objawy
- kaszel
- duszność
- guz na szyi
- chrypka

## Inne objawy raka krtani
- utrata masy ciała
- guz szyi spowodowany rozrostem masy guza bądź przerzutami do węzłów chłonnych
- bolesność palpacyjna krtani
- „krtań beczkowata”- rozdęcie krtani wyczuwalne i czasami widoczne podczas badania szyi

## Przerzuty
- przerzuty miejscowe
  - węzły chłonne szyi
- przerzuty odległe (rzadkie)
  - płuco

## Rozpoznanie

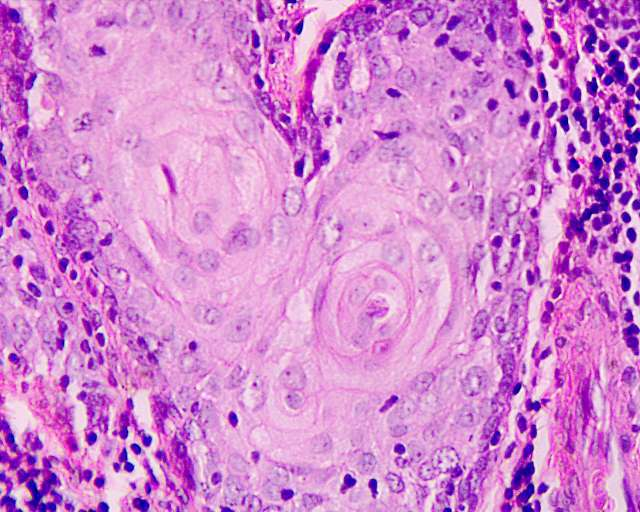
Rak płaskonabłonkowy rogowaciejacy krtani w badaniu histopatologicznym

- badanie laryngoskopowe pośrednie i bezpośrednie – stwierdzenie obecności guza i pobranie wycinków do badanie histopatologicznego
  - videolaryngoskopia
- badanie palpacyjne szyi
- USG szyi, w tym ocena węzłów chłonnych szyi
- TK szyi ocena rozległości nacieku nowotworowego
- prześwietlenie klatki piersiowej

## Leczenie
- wczesne fazy rozwoju choroby
  - radioterapia
  - laserowa chordektomia
  - laryngektomia częściowa
- zaawansowane postaci choroby

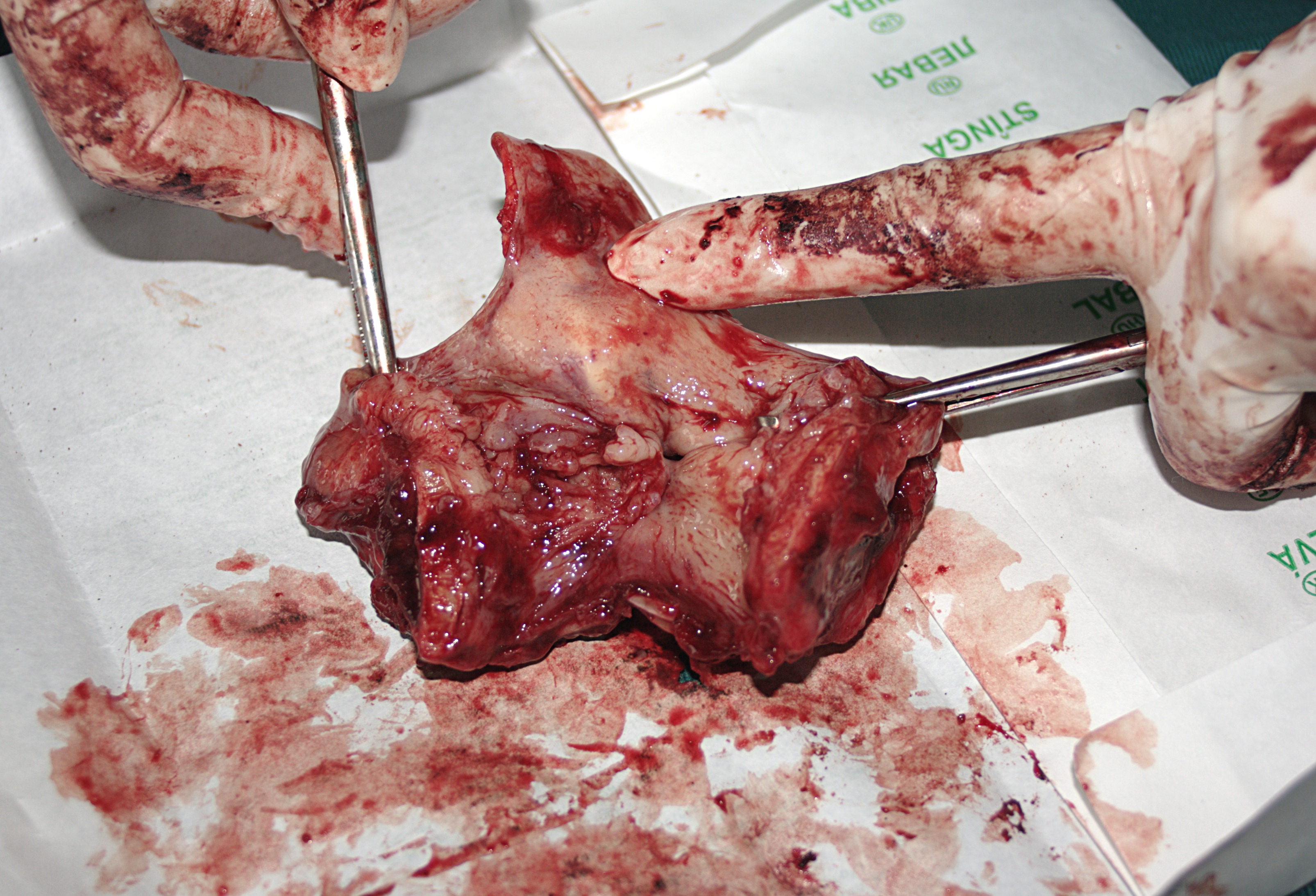
Całkowite chirurgiczne usunięcie krtani – laryngektomia całkowita

  - laryngektomia całkowita - procedura zapewniająca wysoką (53-86%) 5-letnią przeżywalność raka krtani w zaawansowanym stadium[4]
  - radioterapia przez okres 4 – 5 tygodni
- leczenie paliatywne
  - tracheotomia paliatywna w przypadku zwężenia dróg oddechowych
  - konieczność założenia drenu przezprzełykowego lub gastrostomii w przypadku naciekania przełyku
  - radioterapia

## Wyniki leczenia raka krtani
- 66% – łącznie 5-letnie przeżycie wszystkich chorych z rakiem krtani
- 60% – chorzy z rakiem nadgłośni
- 80% – chorzy z rakiem głośni
- 15% – chorzy z rakiem podgłośni

## Rokowanie
Rokowanie zależy od stopnia zaawansowania choroby. Wczesne postaci choroby dają 90% przeżycie 5 lat od momentu rozpoznania.
Może dochodzić do wznowy raka krtani, szczególnie w pierwszych dwóch latach od operacji dlatego konieczna jest stała obserwacja chorego.
- wznowa w okolicy tracheostomy

W 10% przypadków rozwija się rak płaskonabłonkowy o innej lokalizacji (najczęściej w przełyku i płucach) – nowotwór synchroniczny.